# 竜童のシグ
『竜童のシグ』（りゅうどうのシグ）は、野口賢による日本の少年漫画。『週刊少年ジャンプ』（集英社）において、1995年24号から同年36・37号まで連載された。全14話で、話数カウントは「術式（わざ）のn」である。戦国時代の日本を舞台に、「抜骨法」という架空の武術を使う少年の戦いを描いている。

## あらすじ
竜童九戦鬼（りゅうどうきゅうせんき）の組頭・豪鬼（ごうき）を探しに月島領（つきしまりょう）へやってきた少年・シグは、寺で暮らしていた孤児の少女・ユキと出会い、共同生活を始める。ユキとの共同生活を続ける中でシグは、月島領の支配者・百鬼丸（ひゃっきまる）が豪鬼を殺害したという情報を入手する。真実を確かめるためにシグは、百鬼丸へ会いに月島城を目指す。

## 世界観

### 物語の舞台
作中の世界は戦国時代の日本であり、架空の地域・月島領（つきしまりょう）を物語の舞台としている。月島領は半年前から百鬼丸（ひゃっきまる）という男の支配下にある。領内の町はそれなりににぎわっているが、一部では百鬼丸の手下が残虐の限りを尽くし、城下の村では百鬼徴兵組・集鬼衆（ひゃっきちょうへいぐみ・しゅうきしゅう）が村人を強制的に徴兵している。また、弱者や病人は人として扱われず、首を括られた死体が放置されている所もある。

### 百式拳闘術
百式拳闘術（ひゃくしきけんとうじゅつ）とは、作中で主人公・シグなどが使用する架空の武術である。この世に数多くある武術の流派を超える存在として「百式」と称され、乱世を正す無敵の武術という設定である。この百式拳闘術を極めた者たちは、作中で「竜童九戦鬼（りゅうどうきゅうせんき）」と呼ばれている。シグは竜童九戦鬼ではないが、豪鬼の技を見て真似をすることで、独学で百式拳闘術を習得した。シグが使用する百式拳闘術は「獅子王院流百式拳闘術抜骨法（ししおういんりゅう ひゃくしきけんとうじゅつ ばっこつほう）」である。百式拳闘術は太刀筋を読まれないように通常は自然体から動作するとされているが、シグと豪鬼だけは「百式初学の構え」という独特の構えを用いるという設定である。シグは「術式開始」の合図と共に戦闘体勢に入る。

#### 抜骨法
抜骨法（ばっこつほう）は百式拳闘術の1つであり、シグと豪鬼が使用する。人体に無数に走る「竜命線（りゅうめいせん）」という見えない筋を高速で突くことにより、痛みや傷を残すことなく相手の体から骨の一部を抜き取る。そのため、抜骨法を相手にした者は、全身が急所となるという設定である。作中では、以下の技が描写されている。
左転無拍子（さてんむびょうし）
脊椎骨をずらす。ずらされた脊椎骨は動かなければ1時間ほどで元に戻るが、動けば二度と立てなくなる。
右旋無拍子（うせんむびょうし）
背骨に衝撃を与え、神経を麻痺させる。この技を受けると体が動けなくなるが、1時間ほどで元に戻る。
瞬手握骨掌（しゅんしゅあっこつしょう）
詳細は不明だが、一度に3人の敵を倒した。
裏右旋逆風（うらうせんぎゃくふう）
紫外に対して使用した。背骨を抜き取る。
透体解骨流（とうたいげこつりゅう）
腰椎の関節突起を抜き取る。関節突起を抜き取られた者は発達した背筋の収縮に耐えきれず、死ぬまで背中が逆に反り続ける。
波動螺旋（はどうらせん）
後述する「百式初学の構え」の状態から相手の攻撃を受け止め、その衝撃を下半身に蓄積して螺旋状に体を駆け巡らせ、使用者の打撃と併せて相手に叩き返すカウンターアタックである。鬼岩坊の大黒天呪掌に対して披露した。その威力は大黒天呪掌の約4倍であり、百式初学の構え「究極の結論」という設定である。

#### その他
抜骨法以外にも、以下の技が作中に登場する。
虎倒法・旋波（ことうほう・せんぱ）
相手の背中を掴み、回転させて頭から地面に叩き付ける。
心眼解放（しんがんかいほう）
目を閉じて、心の眼で敵の動きを捉える。
百鬼転生（ひゃっきてんしょう）
百式最終極意の技。竜童骨（りゅうどうこつ）と呼ばれる部分を突き、人の業を昇華する。この技を受けたものは数年間眠りにつき、目覚めた時に心の中にある邪悪な部分は消えてなくなる。紫外に対して豪鬼が使用した。
百式初学の構え（ひゃくしきしょがくのかまえ）
片足を半歩引いて半身になり、一方の腕をやや曲げながら前に伸ばし、もう片方の腕は後ろに引いて水月に持って行く独特の構えである。自然体と比較して、3倍の速度の突きを放てる。作中に登場する百式拳闘術の使い手でこの構えを用いるのは、シグと豪鬼だけである。

### 竜童九戦鬼
本作品では、獅子王院豪鬼を組頭とする、百式拳闘術を極めた「竜童九戦鬼（りゅうどうきゅうせんき）」が登場する。その力は強大であり、一国を一夜で滅ぼした伝説が残されているという設定である。竜童九戦鬼同士で戦うことは掟で固く禁じられている。

## 登場人物

### 主要人物
シグ
本作品の主人公であり、百式拳闘術を使う少年。金髪で、長い後ろ髪を束ねている。金髪は生まれつきで、幼少期はこの髪の色が原因でいじめを受けていた。豪鬼を探すために月島領を訪れ、領内の寺でユキと出会う。水野家の道場を荒らしていた浪人集団を撃退し、その後は市井で豪鬼を探しながらユキと共同生活を送る。弱者をいたわる優しい心の持ち主であり、弱者を虐げる悪人には容赦しない。ユキに対しては妹のように接しており、彼女を傷つけようとする者は許さない。幼い頃から豪鬼に憧れ、鍛錬をしている豪鬼の傍で彼の真似をして、独学で百式を覚えた。すべての戦いが終わった後、自分が住んでいる国にユキと2人で暮らし、ユキを守ると約束する。名前の由来は「死を呼ぶ禺者」からきている。
水野ユキ（みずの ユキ）
寺にある金剛羅漢像の下で生活している孤児の少女。月島領剣術指南役・水野主水（みずの もんど）の娘だが、父親を百鬼丸に殺害されて母親を病気で亡くしてからは、寺の階段を上る老人や妊婦の尻を押すことで生活費を稼ぎ、1人で生きてきた。父親の道場を占拠している浪人から暴行を受けたところをシグに助けられる。シグを「兄ちゃん」と呼んで慕っている。シグから受けた恩を返すために、上泉信綱のもとで剣術を習いながらシグと共同生活を送る。成長してからは、戦で親を失った孤児を引き取って道場で養う。
百鬼丸（ひゃっきまる）
半年前に月島領の領主を殺害し、月島領の支配者となった男。ポニーテールのように髪を束ね、左目に眼帯を装着している。朝鮮半島で30人の人間を殺害した人食い虎を一瞬で倒す百式拳闘術の使い手であり、シグと同じく抜骨法を習得している。百鬼兵（ひゃっきへい）と呼ばれる3000人以上の兵士を従えている。豪鬼を殺害したと言われている。

### 竜童九戦鬼
尚武（しょうぶ）
竜童九戦鬼壱番で「直神（じきしん）の尚武」と呼ばれる青年。長髪で、右目は前髪で隠れていて見えないことが多い。「神通術（じんつうじゅつ）」という百式を使う。
慈恩（ジオン）
竜童九戦鬼二番で「音速の慈恩」と呼ばれる青年。百鬼丸と面識があり、百鬼丸は自分よりも才能があると彼を評価している。シグが鬼岩坊を倒した直後に現れ、鬼岩坊を殺害してシグに戦いを挑む。「百式神行術（ひゃくしきじんこうじゅつ）」を使う。
半月（はんげつ）
竜童九戦鬼三番で「地獄耳の半月」と呼ばれる女。弓を所持している。「五感術」という百式を使う。
鉄騎（てっき）
竜童九戦鬼四番で「音殺（おんさつ）の鉄騎」と呼ばれる男。巨大な数珠を首からかけ、サバイバルナイフのような形状の刀を2本所持している。「暗器術（あんきじゅつ）」という百式を使う。
壮鎮（そうちん）
竜童九戦鬼五番で「虎倒（ことう）の壮鎮」と呼ばれる男。大柄で髷を結っている。「虎倒術」という百式を使う。
禅鬼（ぜんき）
竜童九戦鬼六番で「炎の禅鬼」と呼ばれる男。豪鬼の師匠・龍禅の息子だが、百式の力に溺れて魔道に堕ちたため、龍禅の手で記憶を破壊されて追放された。その後、織田信秀に拾われ、家督を継いで織田信長と名乗る。2年前に記憶を取り戻し、全国制覇を企む。
雲手（うんすう）
竜童九戦鬼七番で「鏡の雲手」と呼ばれる男。髭を生やし、「竜」と書かれた甲冑を装着している。奇妙なポーズをとることが多い。「円鏡術（えんきょうじゅつ）」という百式を使う。
明鏡（めいきょう）
竜童九戦鬼八番で「水雷（すいらい）のめいきょう」と呼ばれる女。忍びの里・鬼仙谷（きせんだに）が織田信長の侵略を受けた際、シグと共に豪鬼に従って鬼仙谷へ赴いた。「水雷術」という百式を使う。
獅子王院豪鬼（ししおういん ごうき）
竜童九戦鬼九番・組頭であり、シグが幼い頃から憧れ、目標としている人物でもある。彼がシグに言った言葉は、幼少期のシグに多大な影響を与えた。織田信長が鬼仙谷を侵略した際に、信長の目の前で自分を引き裂けという龍禅の命令で彼を殺害し、さらに自身の左目を抉り取って信長に渡すことで撤退させた。

### 百鬼兵
紫外（シガイ）
如意影射流忍術（にょいえいしゃりゅうにんじゅつ）を使い、「流影の紫外（りゅうえいのシガイ）」と呼ばれている男。妹のユカ以外には心を開かず、ユカ以外の人間はすべて敵とみなして皆殺しにする。3年前に豪鬼から百鬼転生を受け、流影谷に幽閉されて3年間眠り続けていたが、鋼刹によって牢から解放された。鋼刹から「ユカを殺したのはシグである」という嘘を吹き込まれ、シグに戦いを挑む。眼の中にルビーをはめ、その輝きで残像を作る。
鋼刹（こうせつ）
百鬼丸の命令で手下と共にユキを拉致しにやってきた男。催眠術でユキを眠らせて連れ去ろうとし、止めようとした町医者夫婦を殺害した。さらに紫外を騙してシグと戦わせた。紫外がシグに倒された後、用済みになった紫外をクロスボウのような弓で射殺して自身の悪事を明かしたが、激怒したシグから抜骨法・透体解骨流を受けて背中が反り返って死亡した。
玉佐（ぎょくざ）
百鬼忍軍一の組・組頭であり「光の玉佐」と呼ばれる男。斬糸（ざんし）という糸を武器にしている。「忍法・妖破斬剛糸（ようはざんごうし）」でシグに戦いを挑むが、一瞬で腕の骨を抜かれた。
氷翔鬼（ひょうしょうき）
百鬼忍軍二の組・組頭を務める長髪の男。土壌に含まれる水分を凍結させて地面から巨大な氷柱を発生させる「忍法・氷づらら」でシグに戦いを挑むが、一瞬で首の骨を外された。
太郎佐（たろうざ）
百鬼忍軍四の組・組頭であり「風の太郎佐」と呼ばれる男。眉毛がなく、髭を生やしている。「忍法・風神かまいたち」という技を使う。紅玉と共に鬼岩坊にシグが城内に侵入したことを告げるが、鬼岩坊に結界を守らずに逃走してきたとみなされ、握り潰されて死亡した。
紅玉（こうぎょく）
百鬼忍軍五の組・組頭であり「月光の紅玉」と呼ばれる女。後ろ髪をシニヨンのように団子状に結び、揉み上げがカールしている。「忍法・月光斬」という技を使う。太郎佐が鬼岩坊に圧殺されるさまを見て失禁する。自身も握り潰されそうになるが、シグが現れたために解放され、そのまま逃走する。
鬼岩坊（きがんぼう）
月島城第一の門の守役をしている男。人間離れした巨体で、成人男性を片手で掴める。幼い頃から砂鉄を食べ続けており、体内に蓄積した鉄分を竜命線から滲出させ、全身をコーティングして防御力を上げ、さらに竜命線を消して百式抜骨術を無効化する「十八道契印・被甲護身（じゅうはちどうけいいん・ひこうごしん）」という技を習得している。また、被甲護身の状態から大振りの拳で殴打する最大奥義「大黒天呪掌（だいこくてんじゅしょう）」という技も使用する。城門を突破しようとしたシグに戦いを挑み敗北した直後、慈恩に腹部を貫かれて殺害された。

### その他
上泉信綱（かみいずみ のぶつな）
新陰流の開祖で、剣聖・上泉伊勢守（かみいずみいせのかみ）と呼ばれた老人。作中では剣の達人として有名であり、シグも彼の名前を知っている。参拝に訪れている寺でユキと出会い、彼女を見守ってきた。後にユキを引き取り弟子として迎える。→上泉信綱
伝ェ門（でんえもん）
旅をしながら子供相手に玩具を売り歩く男で、「町田村の伝ェ門」と自称している。剣術の腕前は高い。子供達を守るために発破の上に覆いかぶさり、爆風を受けて死亡した。
十牙（じゅうが）
シグにライバル意識を抱いている少年。首にマフラーのような布を巻いている。2年前にシグに勝負を挑んで敗北し、再戦叶わぬまま死んだ師匠に代わりシグに挑戦する。4本の手足でくないを持つ「狼牙旋空殺（ろうがせんくうさつ）」で上空からシグを強襲するが、虎倒法・旋波で返り討ちにされた。その後、また挑戦することを宣言して立ち去った。
町医者夫婦
妻の名前は「さよ」、夫の名前は不明。夫婦で町医者をしていたが、半年前に娘のすずが侍に斬殺されてからは荒んだ生活を送っていた。娘に生き写しのユキに出会い、本来の優しさを取り戻す。シグとユキを養子として引き取ろうとするが、ユキを拉致しにきた百鬼丸の手下達によって殺害された。
ユカ
紫外の妹。殺戮を繰り返す紫外を止めるよう豪鬼に依頼した。紫外が豪鬼との決闘に破れて流影谷の牢獄に幽閉された後、紫外の世話を続けていた。鋼刹に唆されて牢獄に封印されていた紫外を解放したうえに、紫外を利用しようと企んだ鋼刹に殺害された。
龍禅（りゅうぜん）
鬼仙谷の長老。豪鬼の師匠でもある。伝説の忍と言われ、織田信長も彼の存在を知っていた。鬼仙谷を信長の侵略から守るため、自分の命と引き換えに撤退するよう信長と交渉し、豪鬼に手刀で体を裂かれて絶命した。
織田信長（おだ のぶなが）
元竜童九戦鬼六番で、龍禅の息子であり「炎の禅鬼」と呼ばれていた。竜童九戦鬼から追放された後、織田信秀に拾われ、名前を変え家督を継いだ。2年前に禅鬼だった頃の記憶を取り戻した。百式の力で全国制覇を狙い、各地を侵略する。→織田信長
果心居士（かしんこじ）
百鬼丸に仕える老婆。半年前に百鬼丸の部下となり、百鬼丸に協力する。風車で百鬼兵の生命状態を把握したり、水晶玉を通して城に侵入するシグの様子を観察するなど、怪しい術を使う。→果心居士
李明珍（り めいちん）
形意八卦掌（けいいはっけしょう）の使い手である男。雇い主の悪漢と共にユキの道場を襲撃するが、帰ってきたシグから制裁を受けた。

## 読み切り
1994年『週刊少年ジャンプ ウィンタースペシャル』に、連載版の原型となる読み切り「シグ-闇蠢集成より-」（シグ あんじゅんしゅうせいより）が掲載された。寛永14年（1637年）の日本を舞台に、背中に不老不死の伝書が刻まれた抜骨術使いの少年・シグ（死禺）と、彼の命を狙う柳生新陰流の戦いを描いている。

## 書誌情報

### 単行本
1. 明日を築く者……!! ISBN 4-08-872031-8
2. 我ら九人の戦鬼 ISBN 4-08-872032-6 読み切り「シグ-闇蠢集成より-」（原作：木村登美雄）収録